# اچ‌ام‌اس سولفور (۱۸۲۶)
اچ‌ام‌اس سولفور (۱۸۲۶) (به انگلیسی: HMS Sulphur (1826)) یک کشتی بود که طول آن ۱۰۵ فوت (۳۲٫۰ متر) بود. این کشتی در سال ۱۸۲۶ ساخته شد.